# Anton Aloys Buchmayer

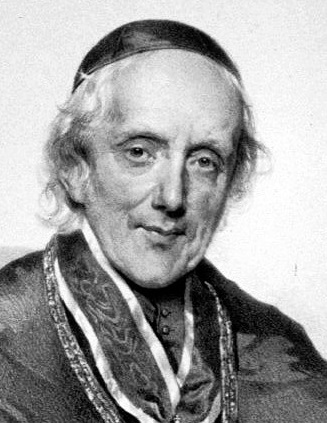
Anton Buchmayer nach einer Lithographie von Josef Kriehuber

Anton Aloys Buchmayer (auch: Anton Aloys Puchmayr) (* 8. Juni 1770 in Waidhofen an der Ybbs; † 2. September 1851 in St. Pölten) war ein österreichischer römisch-katholischer Geistlicher und Bischof von St. Pölten.

## Leben
Anton Aloys Buchmayer wurde als Sohn des Müllermeisters Franz Puchmayr und dessen Frau Magdalena Stiblehner geboren. 
Er besuchte das Gymnasium in Kremsmünster und studierte anschließend Humanität und Philosophie am Generalseminar (Priesterbildungsanstalt, die der unmittelbaren staatlichen Leitung unterstand) in Wien. Im Juli 1792 erhielt er die Priesterweihe in St. Pölten und wirkte danach als Kooperator in St. Valentin. 1797 wurde er Seelsorger an der St. Pöltener Kathedrale und 1801 Pfarrer in St. Pantaleon-Erla. 
1803 kehrte er als Kanzler und Konsistorialrat nach St. Pölten zurück. Nachdem er 1806 Domherr, 1811 Domscholaster, 1814 Domdechant geworden, versah er 1815, nach dem Tod des Bischofs von St. Pölten, Godfried Joseph Crüts van Creits, die Stelle des General-Kapitularvikars. Nach der Ernennung des neuen Bischofs von St. Pölten, Johann Nepomuk Dankesreither, erhielt Anton Aloys Buchmayer die Pfründe des Pfarrers von Raab bei Schärding.
1817 wurde er bischöflicher Kommissar am Gymnasium Schola Hornana in Horn, erhielt 1820 die Würde des Titularpropstes von Ardagger, wurde 1823 Regierungsrat und Referent in geistlichen Angelegenheiten bei der oberösterreichischen Regierung und 1832 wirklicher Hofrat und Referent bei der vereinigten Hofkanzlei. Am 6. April 1835 wurde er durch den Wiener Erzbischof Vincenz Eduard Milde zum Generalvikar und Weihbischof bei der Wiener Erzdiözese und zum Titularbischof von Helenopolis in Bithyna ernannt. Von 1840 bis 1843 war er Dompropst des Erz- und Domstiftes St. Stephan und, damit verbunden, Universitätskanzler. 1842/43 war er Rektor der Universität Wien.
Nach dem Tod von Bischof Michael Johann Wagner nominierte ihn der Kaiser Ferdinand I. als dessen Nachfolger, am 30. April 1843 erfolgte seine Inthronisierung als erster aus der Diözese selbst hervorgegangener Bischof von St. Pölten. 
Als er acht Jahre später starb, legte er testamentarisch fest, dass ein Legat in Höhe von 20.000 Gulden für arme Priester seiner Diözese eingerichtet werden sollte.

## Wirken
Geprägt durch Grundsätze und Anschauungen des Josephinismus, betrachtete Anton Aloys Buchmayer sich als Beamter der Staatskirche. Seine Grundsätze waren konservativ, der Bildung religiöser Vereine wirkte er entgegen. Als Bischof wurde er in den bürokratischen Feldzug gegen den Gebetsverein vom lebendigen Rosenkranz verwickelt, der als staatsgefährdende Geheimgesellschaft angesehen und behandelt wurde.
Auf das 1848 erlassene Verfassungsgesetz über die Gleichstellung der Protestanten, durch das der Charakter einer privilegierten Staatskirche für die katholische Kirche in Österreich verloren ging, reagierte er mit einem Hirtenbrief. In Hinblick auf die Umgestaltung des öffentlichen Unterrichtswesens sprach er sich gegen eine Lostrennung der Schule von der Kirche aus. Nach langen Verhandlungen setzte er 1846 die Errichtung eines nach dem Vorbild von František Herrmann Čech (1788–1847) konzipierten Taubstummeninstituts in St. Pölten durch, das aus Spenden und Legaten finanziert wurde. Daneben ist ihm die Gründung zahlreicher Stiftungen zu verdanken.

## Ehrungen
- 1832 wurde er zum Wirklichen Hofrat ernannt.
- 1836 erhielt er die Ehrendoktorwürde Dr. theol. h. c. in Wien.
- Am 8. Juli 1842, zu seinem fünfzigjährigen Priesterjubiläum, wurde ihm das Kommandeurkreuz des Leopold-Ordens verliehen.